# Dżennet Połtorzycka-Stampf’l

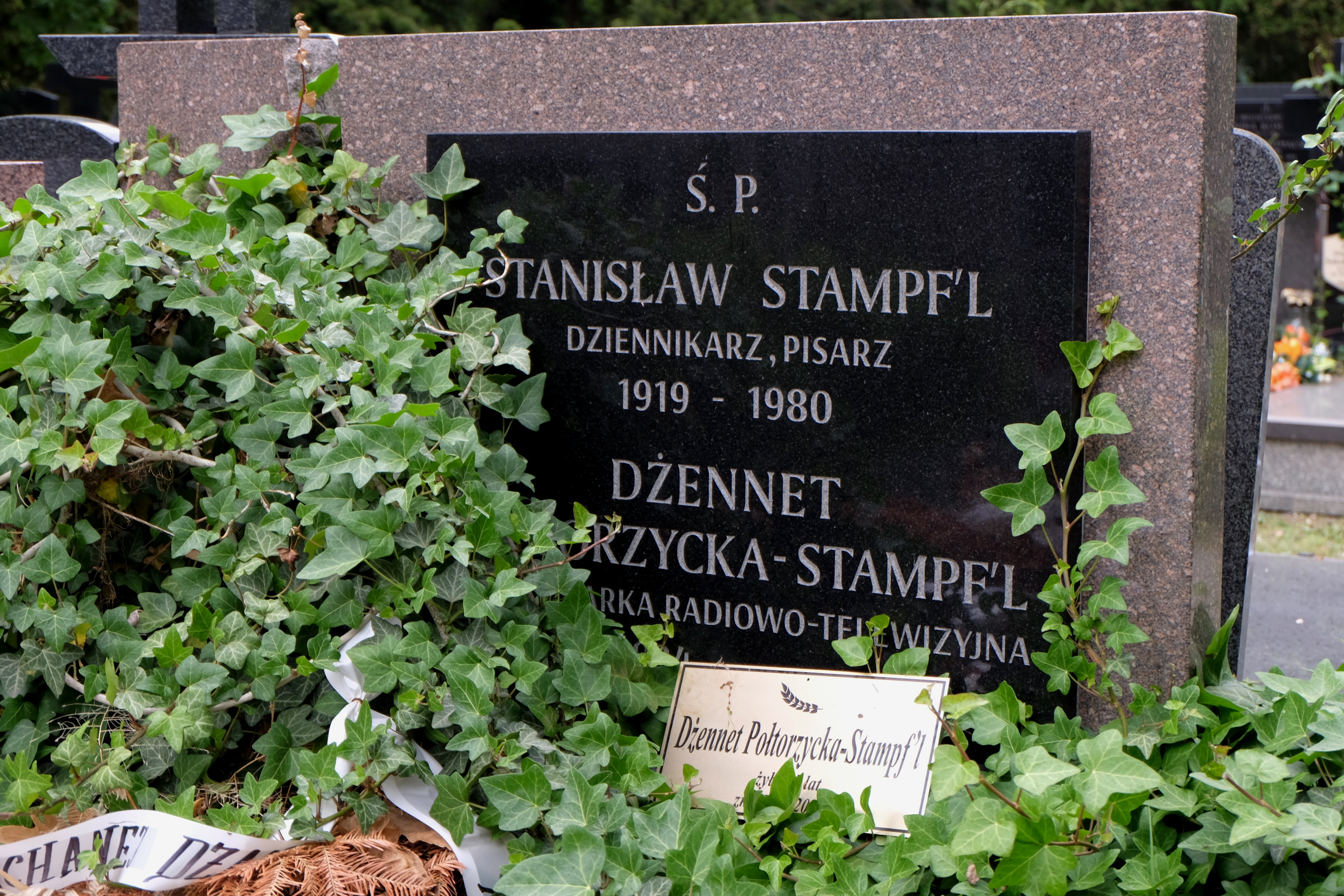
Grób Dżennet Połtorzyckiej-Stampf’l i Stanisława Stampf’la na Cmentarzu Wojskowym na Powązkach w Warszawie

Dżennet Połtorzycka-Stampf’l (ur. 29 sierpnia 1924 w Warszawie, zm. 5 marca 2020 tamże) – polska dziennikarka, pisarka, współautorka powieści radiowej Matysiakowie.

## Życiorys
Była córką urzędnika bankowego Aleksandra Połtorzyckiego (1886–1946), wywodzącego się z rodziny o korzeniach tatarskich i Stanisławy z domu Kamińskiej, doktor medycyny (1892–1938).
Podczas II wojny światowej Dżennet Połtorzycka mieszkała w kamienicy przy ul. Muranowskiej 6, przy murze warszawskiego getta. Do piwnic jej domu prowadził tunel, którym Żydzi przechodzili na aryjską stronę.
Ukończyła studia na Wydziale Filozoficzno-Społecznym Uniwersytetu Warszawskiego. W Spółdzielni Wydawniczej „Czytelnik”, była redaktorką m.in. Ani z Zielonego Wzgórza Lucy Maud Montgomery. Zawodowo związana była z Polskim Radiem i Telewizją Polską. Od 1960 współtworzyła powieść radiową Matysiakowie (najpierw z Jerzym Janickim i Władysławem Żesławskim, a później z Januszem Adamem Dziewiątkowskim). Działaczka organizacji pozarządowych zajmujących się ochroną przyrody i opieką nad zwierzętami, wiceprezes Fundacji „Animals”, członek Ligi Ochrony Przyrody Warszawa-Południe, współautorka projektu Ustawy o Ochronie Zwierząt, dotyczącego zakazu przymusowego tuczu gęsi i kaczek (uchwalonej w 1997).
W 2010 otrzymała Nagrodę m.st. Warszawy dla wybitnych osób działających na rzecz rozwoju stolicy. 18 grudnia 2011 zespół autorów i realizatorów słuchowiska Matysiakowie, w tym m.in. Dżennet Połtorzycka-Stampf’l, został nagrodzony Honorowym Złotym Mikrofonem za „wybitne osiągnięcia artystyczne, wieloletni żywy kontakt ze słuchaczami, za inicjatywy uruchamiające ogromną aktywność społeczną”.
Była żoną Stanisława Stampf’la. Do 1951 utrzymywała relację z Tadeuszem Borowskim.
Pochowana na cmentarzu Powązki Wojskowe w Warszawie (kwatera A34-2-8).

## Odznaczenia
- Krzyż Komandorski z Gwiazdą Orderu Odrodzenia Polski „za wybitne osiągnięcia w twórczości radiowej, a szczególnie przy realizacji powieści „Matysiakowie” (10 grudnia 2001)[9]
- Krzyż Komandorski Orderu Odrodzenia Polski „za wybitne zasługi dla kultury” (6 grudnia 1996)[10]